# Mercedes 35 PS

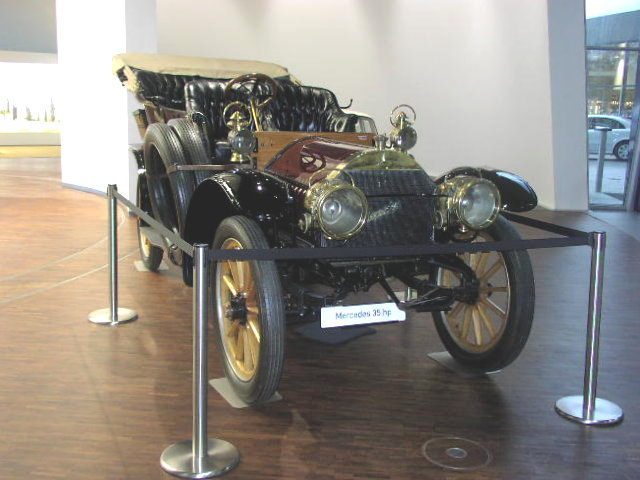
Mercedes 35 PS, Mercedes-Benz Welt

Mercedes 35 PS – innowacyjny samochód z 1900 roku zaprojektowany przez Wilhelma Maybacha (1846–1929) i wyprodukowany przez Daimler-Motoren-Gesellschaft dla austriackiego przedsiębiorcy Emila Jellinka (1853–1918).
Pierwszy automobil, w którym zastosowano techniczne rozwiązania nowoczesnego samochodu, pierwsze auto marki Mercedes.

## Historia
Mercedes 35 PS był pierwszym automobilem, w którym zastosowano techniczne rozwiązania nowoczesnego samochodu i pierwszym autem marki Mercedes.
Austriacki przedsiębiorca Emil Jellinek (1853–1918), który był przedstawicielem Daimlera na Lazurowym Wybrzeżu, zagwarantował firmie sprzedaż 36 samochodów pod warunkiem, że Daimler wyprodukuje nowe auto według jego specyfikacji, zdolne do wygrania wyścigu z konkurencyjnymi autami francuskimi. Jellinek wymagał lekkiego silnika, dłuższego rozstawu osi i niżej osadzonego środka ciężkości samochodu. Ponadto aby nie zrazić francuskich klientów niemiecką nazwą, nowy wóz miał nazywać się Mercedes od imienia córki Jellinka – Mercédès Jellinek (1889–1929), która słynęła z piękności wśród zamożnych Francuzów na riwierze. Sam Jellinek uczestniczył w wyścigach pod pseudonimem Mercedes od 1889 roku.
Firma przystała na warunki i skonstruowała samochód z czterosuwowym silnikiem o mocy 35 koni mechanicznych, innowacyjnym systemem chłodzenia i skrzynią biegów (które używane są do dziś).
Nowy, lekki, czterosuwowy silnik o zapłonie iskrowym (230 kg) został skonstruowany przez Wilhelma Maybacha (1846–1929). Do budowy skrzyni korbowej po raz pierwszy zastosowano aluminium, cylindry wykonano z szarego żeliwa. Każda para cylindrów miała własny, osobny gaźnik. Całkowita objętość skokowa silnika wynosiła 5913 cm³. Łożyska wykonano z magnalu – aluminium z 5% domieszką magnezu. Samochód został wyposażony w kompaktowe sprzęgło. Skrzynia biegów obsługiwała cztery biegi do przodu i bieg wsteczny. W układzie kierowniczym zastosowano przekładnię ślimakową. Rozstaw osi miał 2245 mm długości (wersja sportowa 2325 mm) a rozstaw kół 1400 mm, co zapewniło lepszą stabilność pojazdu. Hamulce były dostosowane do silnika, na tylnych kołach zamontowano hamulce bębnowe obsługiwane ręcznie i zainstalowany dodatkowy hamulec obsługiwany pedałem.
Najbardziej innowacyjnym elementem była chłodnica o strukturze plastra miodu – przełomowy wynalazek, stosowany do dziś. Maybach zbudował chłodnicę z ponad 8 tys. kanalików (6 x 6 mm) zespawanych razem w prostopadłościan. Pozwoliło to na zwiększenie wydajności chłodzenia i zmniejszenie użycia wody o połowę. Z tyłu chłodnicy zamontowano wentylator, co poprawiło chłodzenie przy mniejszych prędkościach.
Mercedes 35 PS rozwijał prędkość 70–75 km/h a jego wersja sportowa 86 km/h.
Samochód został przetestowany 22 listopada 1900 roku i pierwszy egzemplarz w wersji sportowej został dostarczony Jellinkowi miesiąc później. W marcu 1901 roku Jellinek wygrał wyścig w Nicei a samochód szybko zyskał popularność. Wśród pierwszych prominentnych kupców byli m.in. John D. Rockefeller (1839–1937), John Pierpont Morgan (1837–1913).